# Campeonato da Europa de Atletismo de 2022 - Salto triplo masculino
A prova do salto triplo masculino do Campeonato da Europa de Atletismo de 2022 foi disputada entre os dias 15 a 17 de agosto de 2022, no Estádio Olímpico de Munique, em Munique na Alemanha.

## Recordes
Antes desta competição, os recordes mundiais e do campeonato nesta prova eram os seguintes:
|                       | Nome             | Nacionalidade | Distância | Local      | Data                 |
| --------------------- | ---------------- | ------------- | --------- | ---------- | -------------------- |
| Recorde mundial       | Jonathan Edwards | Reino Unido   | 18m 29cm  | Gotemburgo | 7 de agosto de 1995  |
| Recorde europeu       | Jonathan Edwards | Reino Unido   | 18m 29cm  | Gotemburgo | 7 de agosto de 1995  |
| Recorde do campeonato | Jonathan Edwards | Reino Unido   | 17m 99cm  | Budapeste  | 23 de agosto de 1998 |

## Medalhistas
| Ouro                 | Prata                   | Bronze                     |
| Pedro Pichardo (POR) | Andrea Dallavalle (ITA) | Jean-Marc Pontvianne (FRA) |

## Cronograma
Todos os horários são locais (UTC+2).
| Data         | Hora  | Evento       |
| ------------ | ----- | ------------ |
| 15 de agosto | 20:05 | Qualificação |
| 17 de agosto | 20:15 | Final        |

## Resultados

### Qualificação
Qualificação: Desempenho de 16.95 m (Q) ou os 12 melhores qualificados (q). 
| Posição | Grupo | Atleta                 | Nacionalidade | #1    | #2      | #3      | Resultados | Notas |
| ------- | ----- | ---------------------- | ------------- | ----- | ------- | ------- | ---------- | ----- |
| 1       | A     | Pedro Pichardo         | Portugal      | 16.89 | 17.36   |         | 17.36      | Q     |
| 2       | B     | Emmanuel Ihemeje       | Itália        | 17.20 |         |         | 17.20      | Q     |
| 3       | A     | Jean-Marc Pontvianne   | França        | x     | 16.96   |         | 16.96      | Q     |
| 4       | B     | Andrea Dallavalle      | Itália        | 16.83 | –       | –       | 16.83      | q     |
| 5       | B     | Marcos Ruiz            | Espanha       | 15.91 | x       | 16.76   | 16.76      | q     |
| 6       | B     | Enzo Hodebar           | França        | 16.70 | x       | –       | 16.70      | q     |
| 7       | A     | Tobia Bocchi           | Itália        | 15.99 | 16.55   | r       | 16.55      | q     |
| 8       | A     | Ben Williams           | Reino Unido   | 15.56 | 16.47   | x       | 16.47      | q     |
| 9       | A     | Răzvan Cristian Grecu  | Roménia       | x     | x       | 16.44   | 16.44      | q     |
| 10      | B     | Tiago Pereira          | Portugal      | x     | 16.36   | x       | 16.36      | q     |
| 11      | A     | Pablo Torrijos         | Espanha       | 16.09 | 16.12 w | r       | 16.12 w    | q     |
| 12      | B     | Jesper Hellström       | Suécia        | 15.66 | 16.07   | 16.06   | 16.07      | q     |
| 13      | B     | Georgi Nachev          | Bulgária      | x     | 15.84   | 16.04 w | 16.04 w    |       |
| 14      | A     | Levon Aghasyan         | Armênia       | x     | 16.03   | 15.65   | 16.03      |       |
| 15      | B     | Dimitrios Tsiamis      | Grécia        | 15.42 | 15.97   | 15.99   | 15.99      |       |
| 16      | B     | Adrian Świderski       | Polónia       | x     | 15.72   | 15.97   | 15.97      |       |
| 17      | A     | Simo Lipsanen          | Finlândia     | 15.79 | x       | 15.93   | 15.93      |       |
| 18      | B     | Andreas Pantazis       | Grécia        | 15.72 | 15.86   | 15.86 w | 15.86      |       |
| 19      | A     | Nikolaos Andrikopoulos | Grécia        | x     | 15.19 w | 15.39   | 15.39      |       |
| 20      | A     | Benjamin Compaoré      | França        | x     | x       | 15.17   | 15.17      |       |
| 21      | A     | Nazim Babayev          | Azerbaijão    | x     | r       | 0 !     | NM         |       |
| 21      | B     | Alexis Copello         | Azerbaijão    | x     | x       | x       | NM         |       |
| 21      | B     | Necati Er              | Turquia       | x     | –       | r       | NM         |       |
| 21      | A     | Tibor Galambos         | Hungria       | x     | x       | x       | NM         |       |

### Final
A final ocorreu no dia 17 de agosto às 20:15.
| Posição           | Atleta                | Nacionalidade | #1    | #2    | #3    | #4    | #5    | #6    | Resultados | Notas                |
| ----------------- | --------------------- | ------------- | ----- | ----- | ----- | ----- | ----- | ----- | ---------- | -------------------- |
| Medalha de ouro   | Pedro Pichardo        | Portugal      | 17.05 | 17.50 | x     | –     | –     | x     | 17.50      |                      |
| Medalha de prata  | Andrea Dallavalle     | Itália        | x     | x     | 16.81 | x     | 17.04 | x     | 17.04      |                      |
| Medalha de bronze | Jean-Marc Pontvianne  | França        | x     | x     | 16.94 | x     | x     | x     | 16.94      |                      |
| 4                 | Tobia Bocchi          | Itália        | 16.34 | 16.70 | x     | x     | 16.79 | 16.37 | 16.79      |                      |
| 5                 | Marcos Ruiz           | Espanha       | x     | 16.78 | 16.48 | x     | x     | 16.77 | 16.78      |                      |
| 6                 | Ben Williams          | Reino Unido   | 16.66 | x     | x     | 16.47 | x     | 16.53 | 16.66      |                      |
| 7                 | Enzo Hodebar          | França        | 16.62 | 16.61 | x     | x     | 15.24 | x     | 16.62      |                      |
| 8                 | Tiago Pereira         | Portugal      | x     | 16.56 | 16.59 | 16.60 | x     | x     | 16.60      |                      |
| 9                 | Emmanuel Ihemeje      | Itália        | x     | 16.55 | 16.30 |       |       |       | 16.55      |                      |
| 10                | Jesper Hellström      | Suécia        | 16.02 | 14.90 | 16.23 |       |       |       | 16.23      | Recorde da temporada |
| 11                | Răzvan Cristian Grecu | Roménia       | x     | r     | 0 !   |       |       |       | NM         |                      |
| 11                | Pablo Torrijos        | Espanha       | x     | x     | x     |       |       |       | NM         |                      |

Legenda
| Recorde mundial       | Recorde mundial (World record)               |                       | Recorde africano                      | Recorde africano (African) |                                           | Q | Classificado por posição (Qualified) |
| Recorde do campeonato | Recorde do campeonato (Championship record)  | Recorde da América    | Recorde da América (Americas)         | q                          | Classificado por melhor tempo (Qualified) |   |                                      |
| Melhor marca do ano   | Melhor marca do ano (World leading)          | Recorde asiático      | Recorde asiático (Asian)              | DNS                        | Não largou (Did not start)                |   |                                      |
| Recorde nacional      | Recorde nacional (National record)           | Recorde europeu       | Recorde europeu (European)            | DNF                        | Não terminou (Did not finish)             |   |                                      |
| Recorde pessoal       | Recorde pessoal do atleta (Personal best)    | Recorde da Oceania    | Recorde da Oceania (Oceania)          | DSQ / DQ                   | Desclassificado (Disqualified)            |   |                                      |
| Recorde da temporada  | Recorde da temporada do atleta (Season best) | Recorde sul-americano | Recorde sul-americano (South America) | NM                         | Sem marca (No mark)                       |   |                                      |